# Apogonia hongkongica
Apogonia hongkongica är en skalbaggsart som beskrevs av Miyake 1989. Apogonia hongkongica ingår i släktet Apogonia och familjen Melolonthidae. Inga underarter finns listade i Catalogue of Life.